# Afrotyphlops lineolatus
Afrotyphlops lineolatus là một loài rắn trong họ Typhlopidae. Loài này được Jan mô tả khoa học đầu tiên năm 1864.